# Relics
1971. május 14-én megjelent a Pink Floyd első válogatáslemeze Relics címmel (Amerikában július 15-én). Az eredeti borítóra egy tusrajz került, amit Nick Mason készített, az 1996-os újrakevert CD változat borítóján viszont már a rajz „megvalósítása” látható.
A Relics-en hallható a Syd Barrett-korszak két kislemez-slágere: az Arnold Layne és a See Emily Play, ezeket eddig nem adták ki nagylemezen; valamint a Biding My Time, amit addig csak koncerteken játszottak a The Man/The Journey részeként (viszont már 1969-ben felvették).
A Relics Nagy-Britanniában a 34., Amerikában a 153. lett.

## A borító
Az album borítóját a dobos Nick Mason rajzolta és szerinte ez az egyetlen konkrét eredménye a Regent Street Polytechnic építészeti iskolában eltöltött éveinek.
Amikor az album megjelent CD-n, a Hipgnosis egyik alapító tagja, Storm Thorgerson elkészítette a valódi verzióját a borítón látható különös szerkezetnek, amelyet Mason rajzolt. Az élő változat a mai napig Mason irodájában foglal helyet. Thorgerson és az asszisztense Peter Curzon a fej szobrok látványa után (amelyek John Robertson alkotásai és a The Division Bell album borítóján láthatók) tért vissza az ötlethez.

## Az album dalai
1. Arnold Layne (Syd Barrett) – 2:56
  - Kislemez A-oldala, megjelent 1967. március 11-én.
2. Interstellar Overdrive (Syd Barrett/Roger Waters/Rick Wright/Nick Mason) – 9:43
  - A The Piper at the Gates of Dawn című albumról (1967)
3. See Emily Play (Syd Barrett) – 2:53
  - Kislemez A-oldala, megjelent 1967. június 17-én.
4. Remember a Day (Rick Wright) – 4:29
  - A A Saucerful of Secrets című albumról (1968).
5. Paintbox (Rick Wright) – 3:33
  - Az Apples and Oranges kislemez B-oldala, megjelent1967. november 18-án.
6. Julia Dream (Roger Waters) – 2:37
  - Az It Would Be So Nice kislemez B-oldala, megjelent 1968. április 13-án.
7. Careful with That Axe, Eugene (David Gilmour/Roger Waters/Rick Wright/Nick Mason) – 5:45 
  - A Point Me at the Sky kislemez B-oldala, megjelent 1968. december 7-én.
8. Cirrus Minor (Roger Waters) – 5:18
  - A Music from the Film More című albumról (1969).
9. The Nile Song (Roger Waters) – 3:25
  - A Music from the Film More című albumról (1969).
10. Biding My Time (Roger Waters) – 5:18
  - Más lemezen nem jelenmt meg.
11. Bike (Syd Barrett) – 3:21
  - A The Piper at the Gates of Dawn című albumról (1967).

## Előadók
- Syd Barrett – gitár és ének az Arnold Layne, a See Emily Play, az Interstellar Overdrive és a Bike című dalokban.
- Roger Waters – basszusgitár, ének és háttérének.
- David Gilmour – gitár az összes dalban, kivéve az Arnold Layne, a See Emily Play, az Interstellar Overdrive és a Bike című dalok, ének és háttérének.
- Rick Wright – orgona, zongora, szintetizátor, ének és háttérének.
- Nick Mason – dob és ütős hangszerek, valamint az album eredeti borítója.

### Közreműködők
- Norman Smith – Dob és háttérének a Remember a Day című dalban.
- James Guthrie – Újrakeverés.
- Doug Sax – Újrakeverés.

## Helyezések
Album – Billboard (Amerika)
| Év   | Lista       | Helyezés |
| ---- | ----------- | -------- |
| 1971 | Pop Albumok | 153      |

## Külső hivatkozások
- Általános információk